# Dallas Austin
Dallas Austin (Columbus, 29 dicembre 1970) è un produttore discografico statunitense, fra i maggiori nel campo della musica leggera degli ultimi anni.
Tra gli artisti che hanno collaborato con lui si possono elencare Madonna, Anastacia, Pink (cantante), Sugababes, Duran Duran, Boyz II Men, Santana, Janet Jackson e Gwen Stefani.

## Biografia
Inizia la sua carriera come manager di alcuni gruppi poco conosciuti nel 1990, ma il successo arriva improvvisamente nel 1992, quando, dopo aver fondato la sua etichetta, la Rowdy Records, e prodotto qualche singolo, i brani da lui prodotti diventano hit , facendolo diventare nel 1993 uno dei produttori pop più ricercati del momento ed ottenendo grandi produzioni con artisti come Madonna (per cui produsse il primo estratto del suo album Bedtime Stories, intitolato Secret).
La sua affermazione definitiva avviene quando il gruppo R&B TLC, di cui era il manager e produttore di gran parte delle canzoni, acquista, nel 1995, grande successo grazie a hit come Creep, da lui scritta e prodotta, che porta il gruppo direttamente alla numero 1 della Billboard Hot 100 Chart.
Nel 2006 è stato arrestato per possesso di droga in un aeroporto di Dubai.
Seppure la pena per tale arresto in quella nazione fosse la pena di morte, verrà assolto dal governo stesso, e non dovette subire così alcuna sanzione.